# Guémappe
Guémappe ist eine französische Gemeinde mit 410 Einwohnern (Stand 1. Januar 2022) im Département Pas-de-Calais in der Region Hauts-de-France. Sie gehört zum Arrondissement Arras, zum Kanton Arras-3 und zum Gemeindeverband Urbaine d’Arras.

## Lage
Die Gemeinde Guémappe liegt am Südostrand des Artois, neun Kilometer südöstlich der Innenstadt von Arras und wird vom Fluss Cojeul durchquert. Unmittelbar westlich von Guémappe verläuft die Autoroute A1 und die Eisenbahn-Schnellfahrtrasse LGV Nord. Nachbargemeinden von Guémappe sind Monchy-le-Preux im Norden, Vis-en-Artois im Osten, Chérisy im Südosten, Héninel im Südwesten sowie Wancourt im Westen.

## Bevölkerungsentwicklung
| Jahr                       | 1962 | 1968 | 1975 | 1982 | 1990 | 1999 | 2006 | 2016 | 2022 |
| -------------------------- | ---- | ---- | ---- | ---- | ---- | ---- | ---- | ---- | ---- |
| Einwohner                  | 260  | 250  | 240  | 248  | 343  | 392  | 360  | 341  | 410  |
| Quellen: Cassini und INSEE |      |      |      |      |      |      |      |      |      |

## Sehenswürdigkeiten
- Kirche Saint-Léger
- Tank Cemetery, Soldatenfriedhof des Commonwealth

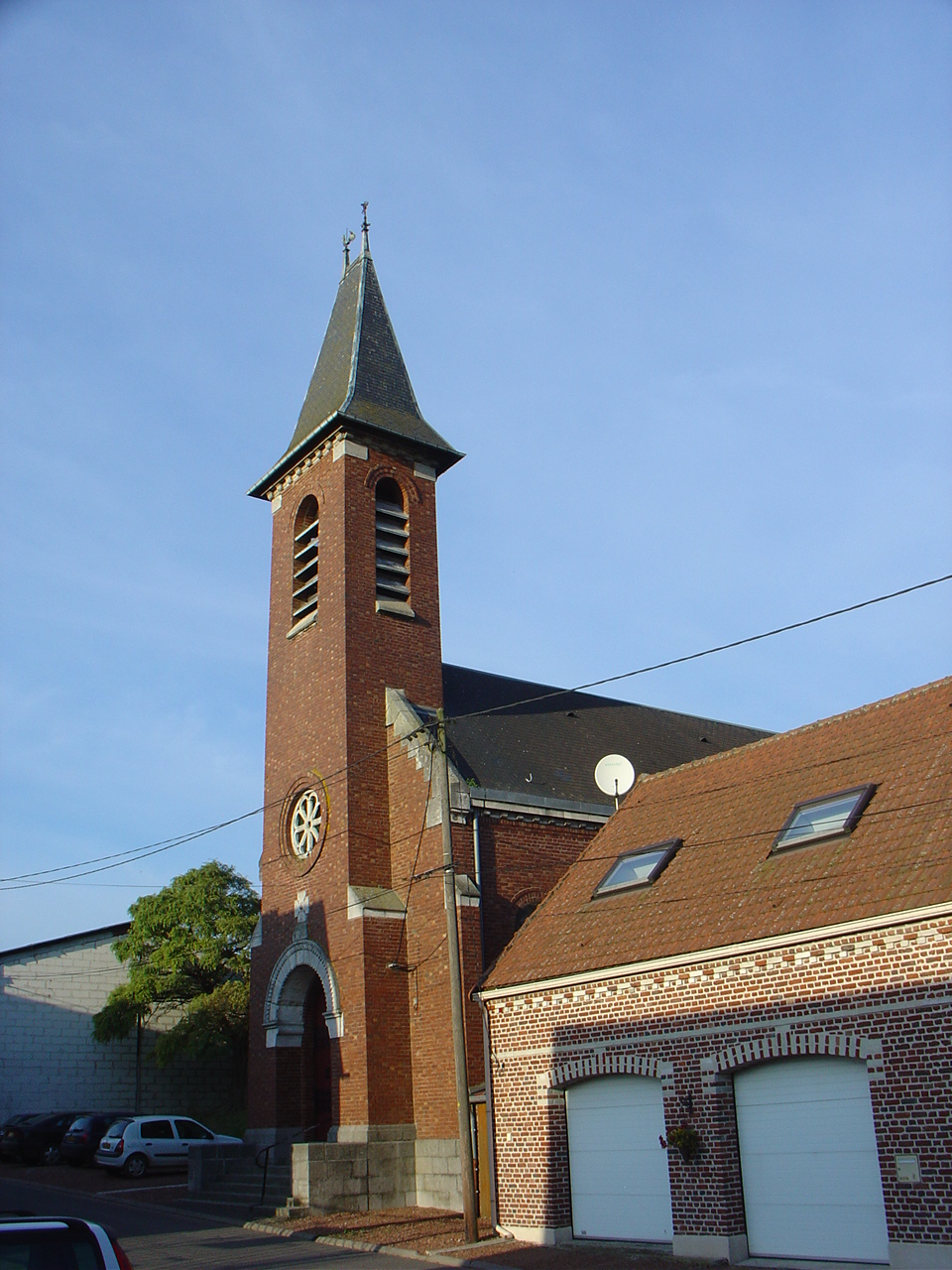
Kirche Saint-Léger
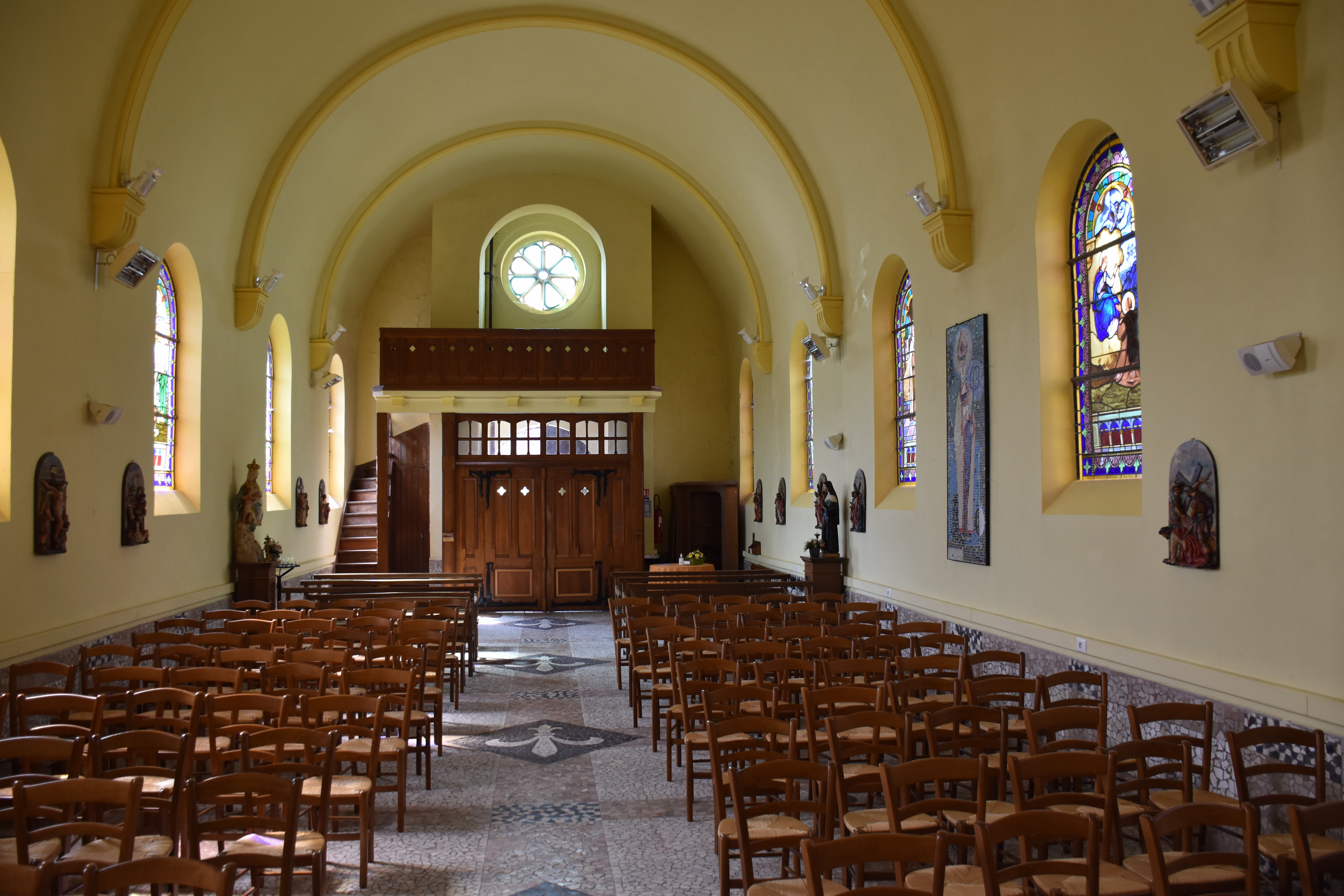
Innenansicht Saint-Léger
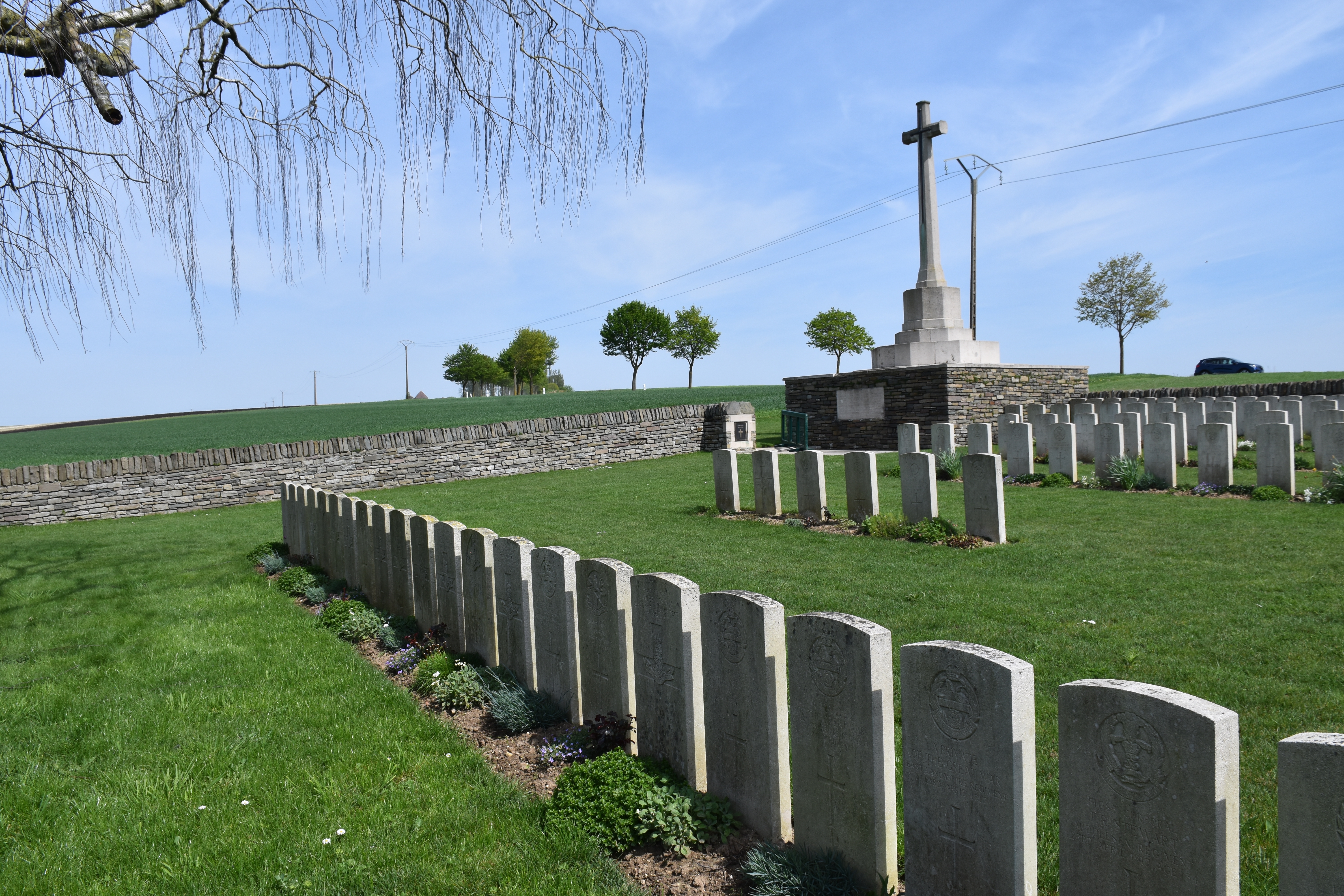
Tank Cemetery
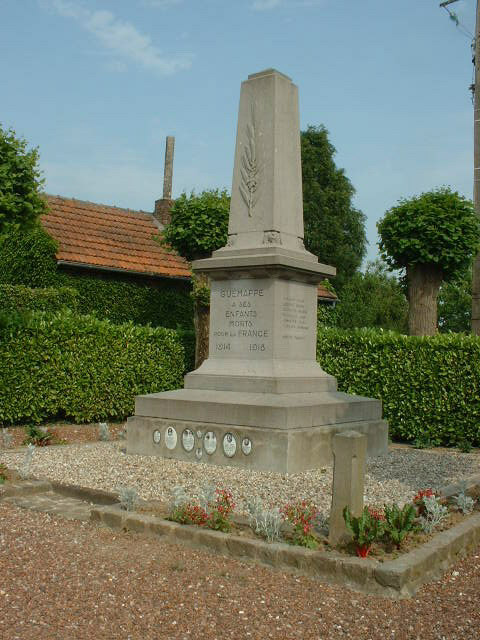
Gefallenendenkmal